# Агустин де Итурбиде
Агустин де Итурбиде-и-Грин (исп. Agustín de Iturbide y Green; также известный как Агустин III; 1863—1925) — мексиканский принц, претендент на трон Мексики как представитель династии Итурбиде, сын принца А́нхеля де Итурбиде, внук Агустина I, приёмный сын и наследник (формальный) императора Максимилиана I

## Биография
Глава Мексиканского Императорского Дома Его Высочество Принц Агустин III де Итурбиде родился 2 апреля 1863 года в столице США Вашингтоне, где его отец работал атташе в посольстве Мексики. Его родителями были Его Высочество Принц Анхель Мария де Итурбиде (1816—1872), второй сын Императора Мексики Агустина I, и его супруга Принцесса Алиса, урождённая Грин (1836—1892), являвшаяся внучкой конгрессмена США и генерала Войны за независимость Юрая Форреста и правнучкой губернатора Мэриленда Джорджа Платера.
Уже спустя год Мексика вновь стала Монархией, но во главе её встал не законный наследник — Имперский Принц Агустин II — а Эрцгерцог Максимилиан Австрийский. У нового Императора Мексики и его супруги Императрицы Шарлотты не было детей и они решили взять на воспитание юных представителей Дома Итурбиде. Принц Агустин являлся в 1864 году вторым в линии наследовании Мексиканского Императорского Престола после своего отца. С разрешения Главы Династии Имперского Принца Агустина II и благословления родителей, юный Принц Агустин и его двоюродный брат Принц Сальвадор (единственный ребёнок четвёртого сына Агустина I Принца Сальвадора) были усыновлены Августейшей четой и стали воспитываться в Мехико.
13 сентября 1864 года Император Максимилиан официально провозгласил Его Высочество Принца Агустина де Итурбиде своим наследником. Этот акт был признан Главой Дома Итурбиде Агустином II, который скончался 11 ноября 1866 года в Нью-Йорке, назначив своим наследником племянника Агустина.
Вскоре революционная ситуация в Мексике накалилась и привила к свержению Второй Империи и расстрелу Императора Максимилиана I. Ещё до этого Императрица Шарлотта вывезла детей из страны и передала их биологическим семьям. Некоторое время они жили в Англии, но вскоре вернулись в столицу США Вашингтон.
После достижения совершеннолетия Дон Агустин поступил в старейший католический университет Соединённых Штатов — Джорджтаунский университет в Вашингтоне. Получив степень бакалавра, Его Высочество вернулся в Мексику и поступил на гражданскую службу в мексиканскую армию. На родине Принц стал лидером монархического движения и пользовался поддержкой большей части консервативных кругов в борьбе с диктаторским режимом Порфирио Диаса, в том числе и Церкви.
Из боязни растущей популярности Принца Агустина и после публикации его статей, направленных против политики Президента страны Порфирио Диаса, Его Высочество был арестован по обвинению в мятеже и приговорён к 14 месяцам заключения. Отбыв срок, Его Высочество был изгнан из своей страны. Эта ситуация привела к двум нервным срывам Принца, с которыми удалось справится и после необходимого лечения Дон Агустин вернулся в свой родной город. В XX веке Его Высочество был уже профессором испанского и французского языков в Джорджтаунском университете.
В 1894 году Принц Агустин III вступил в брак с Люси Элеанор, но брак распался. 5 июля 1915 года Его Высочество вступил в брак с Марией Луизой Керней (1872—1967). Оба брака остались бездетными.

## Смерть
3 марта 1925 года Его Высочество Принц Агустин III де Итурбиде скончался в Вашингтоне. Похоронили Главу Мексиканского Императорского Дома рядом с бабушкой Императрицей Анной Марией, супругой Императора Агустина I, в церкви Святого Апостола Иоанна Богослова в Филадельфии, штат Пенсильвания. Права на Императорский Престол перешли к старшей дочери его двоюродного брата Принца Сальвадора Её Высочеству Принцессе Марии.

## Титулы
Агустин как глава династии имел следующий титул:
Его императорское величество принц Итурбиде